# Monocorophium cylindricum
Monocorophium cylindricum is een vlokreeftensoort uit de familie van de Corophiidae. De wetenschappelijke naam van de soort is voor het eerst geldig gepubliceerd in 1818 door Say.